# Bảng tổng sắp huy chương Thế vận hội Mùa hè 1920
Dưới đây là toàn bộ Bảng tổng sắp huy chương Thế vận hội Mùa hè 1924 diễn ra tại Antwerp, Bỉ. Thứ hạng của bảng tổng sắp đầu tiên dựa vào số huy chương Vàng mỗi quốc gia giành được, sau đó đến số huy chương Bạc và cuối cùng là huy chương Đồng. Nếu số huy chương mỗi loại của nhiều quốc gia như nhau, các quốc gia đó sẽ có cùng thứ hạng và xếp danh sách theo thứ tự bảng chữ cái.
| Hạng                | Đoàn                | Vàng | Bạc | Đồng | Tổng số |
| ------------------- | ------------------- | ---- | --- | ---- | ------- |
| 1                   | Hoa Kỳ              | 41   | 27  | 27   | 95      |
| 2                   | Thụy Điển           | 19   | 20  | 25   | 64      |
| 3                   | Anh Quốc            | 15   | 15  | 13   | 43      |
| 4                   | Phần Lan            | 15   | 10  | 9    | 34      |
| 5                   | Bỉ                  | 14   | 11  | 11   | 36      |
| 6                   | Na Uy               | 13   | 9   | 9    | 31      |
| 7                   | Ý                   | 13   | 5   | 5    | 23      |
| 8                   | Pháp                | 9    | 19  | 13   | 41      |
| 9                   | Hà Lan              | 4    | 2   | 5    | 11      |
| 10                  | Đan Mạch            | 3    | 9   | 1    | 13      |
| 11                  | Nam Phi             | 3    | 4   | 3    | 10      |
| 12                  | Canada              | 3    | 3   | 3    | 9       |
| 13                  | Thụy Sĩ             | 2    | 2   | 7    | 11      |
| 14                  | Estonia             | 1    | 2   | 0    | 3       |
| 15                  | Brasil              | 1    | 1   | 1    | 3       |
| 16                  | Úc                  | 0    | 2   | 1    | 3       |
| 17                  | Nhật Bản            | 0    | 2   | 0    | 2       |
| 17                  | Tây Ban Nha         | 0    | 2   | 0    | 2       |
| 19                  | Hy Lạp              | 0    | 1   | 0    | 1       |
| 19                  | Luxembourg          | 0    | 1   | 0    | 1       |
| 21                  | Tiệp Khắc           | 0    | 0   | 2    | 2       |
| 22                  | New Zealand         | 0    | 0   | 1    | 1       |
| Tổng số (22 đơn vị) | Tổng số (22 đơn vị) | 156  | 147 | 136  | 439     |